# Lakki Marwat (Distrikt)
Der Distrikt Lakki Marwat (Urdu لکی مروت) ist ein Verwaltungsdistrikt in Pakistan in der Provinz Khyber Pakhtunkhwa. Sitz der Distriktverwaltung ist die gleichnamige Stadt Lakki Marwat.

## Lage
Der Distrikt liegt im Süden von Khyber Pakhtunkhwa.
Im Süden grenzt Lakki Marwat an die Distrikte Dera Ismail Khan und Tank, im Norden an die Distrikte Bannu und Karak. Im Osten liegt Mianwali in Punjab, im Westen grenzt Lakki Marwat an die Stammesgebiete unter Bundesverwaltung.

## Geographie
Der Distrikt erstreckt sich über eine westlich des Indus gelegenen Ebene. Die mittlere Höhe beträgt 171 m. Im Nordosten wird der Distrikt vom Unterlauf des Kurram begrenzt. Entlang der Distriktgrenze im Südosten und Südwesten verlaufen Höhenrücken. Der westliche Distrikt wird vom Tochi (auch als Gambila bezeichnet) und dessen rechten Nebenflüssen durchflossen. 

## Klima
Es herrscht arides bis semi-arides Klima. 
Die Sommer sind heiß, die Winter kalt. Im Juni und Juli erreichen die Temperaturen Werte zwischen 35 und 45 °C. Die kältesten Monate sind Dezember, Januar und Februar mit Temperaturen bei 5 bis 8 °C.

## Geschichte
Lakki Marwat wurde im Oktober 1950 als eine Sub-Division des Distrikts Bannu gegründet. Seit dem 1. Juli 1992 ist Lakki Marwat ein eigenständiger Distrikt.

## Sprachen
Die dominierende Sprache in Lakki Marwat ist Paschtunisch (99 %). Die Volksgruppen der Marwat und Bettani besitzen ihre eigenen Dialekte. Hindko wird nur im Umkreis der Stadt Lakki Marwat gesprochen.